# Lomtjärnen (Stensele socken, Lappland, 725657-153154)
Lomtjärnen är en sjö i Storumans kommun i Lappland och ingår i Umeälvens huvudavrinningsområde.